# Joe Ragland
Joseph « Joe » Alexander Ragland, né le 11 novembre 1989 à West Springfield dans le Massachusetts, est un joueur américano-libérien de basket-ball. Il évolue au poste de meneur.

## Biographie
En novembre 2013, il est nommé meilleur joueur de la 4e journée de la saison régulière de l'EuroCoupe avec une évaluation de 36 (19 points, 6 rebonds, 7 passes décisives et 3 interceptions).
Le 19 juillet 2019, il rejoint Darüşşafaka, club d'Istanbul, avec lequel il signe un contrat d'un an. Quelques semaines plus tard, il se blesse lors d'un entraînement et l'accord avec le club turc est rompu. 
Il retrouve un club au mois de décembre de la même année en signant avec son ancienne équipe du Pallacanestro Cantù en Italie.
À la fin du mois de juillet 2020, il s'engage pour une saison avec l'Hapoël Eilat en première division israélienne.

## Palmarès
- Vainqueur de la Ligue adriatique : 2019